# Senegal ai Giochi della XX Olimpiade
Il Senegal partecipò ai Giochi della XX Olimpiade che si sono svolti a Monaco di Baviera dal 26 agosto all'11 settembre 1972, con una delegazione di trentotto atleti impegnati in cinque discipline per un totale di ventitré competizioni. Il portabandiera fu il lottatore Robert N'Diaye, alla sua prima Olimpiade. Fu la terza partecipazione di questo paese ai Giochi. Non fu conquistata nessuna medaglia.

## Risultati

### Pallacanestro
| Atleta | Classifica |
| --- | ---------- |
| V · D · M Nazionale senegalese - Pallacanestro ai Giochi della XX Olimpiade 4 Diandy · 5 P. Diop · 6 Fall · 7 Camara · 8 Sagna · 9 N'Diaye · 10 Lopis · 11 M. Diop · 12 Seck · 13 Guèye · 14 Thiam · 15 Traoré · All. Amadou Diaw | 15°        |
| Nazionale senegalese - Pallacanestro ai Giochi della XX Olimpiade |            |
| 4 Diandy · 5 P. Diop · 6 Fall · 7 Camara · 8 Sagna · 9 N'Diaye · 10 Lopis · 11 M. Diop · 12 Seck · 13 Guèye · 14 Thiam · 15 Traoré · All. Amadou Diaw                                                                             |            |